# Список умерших в 1036 году

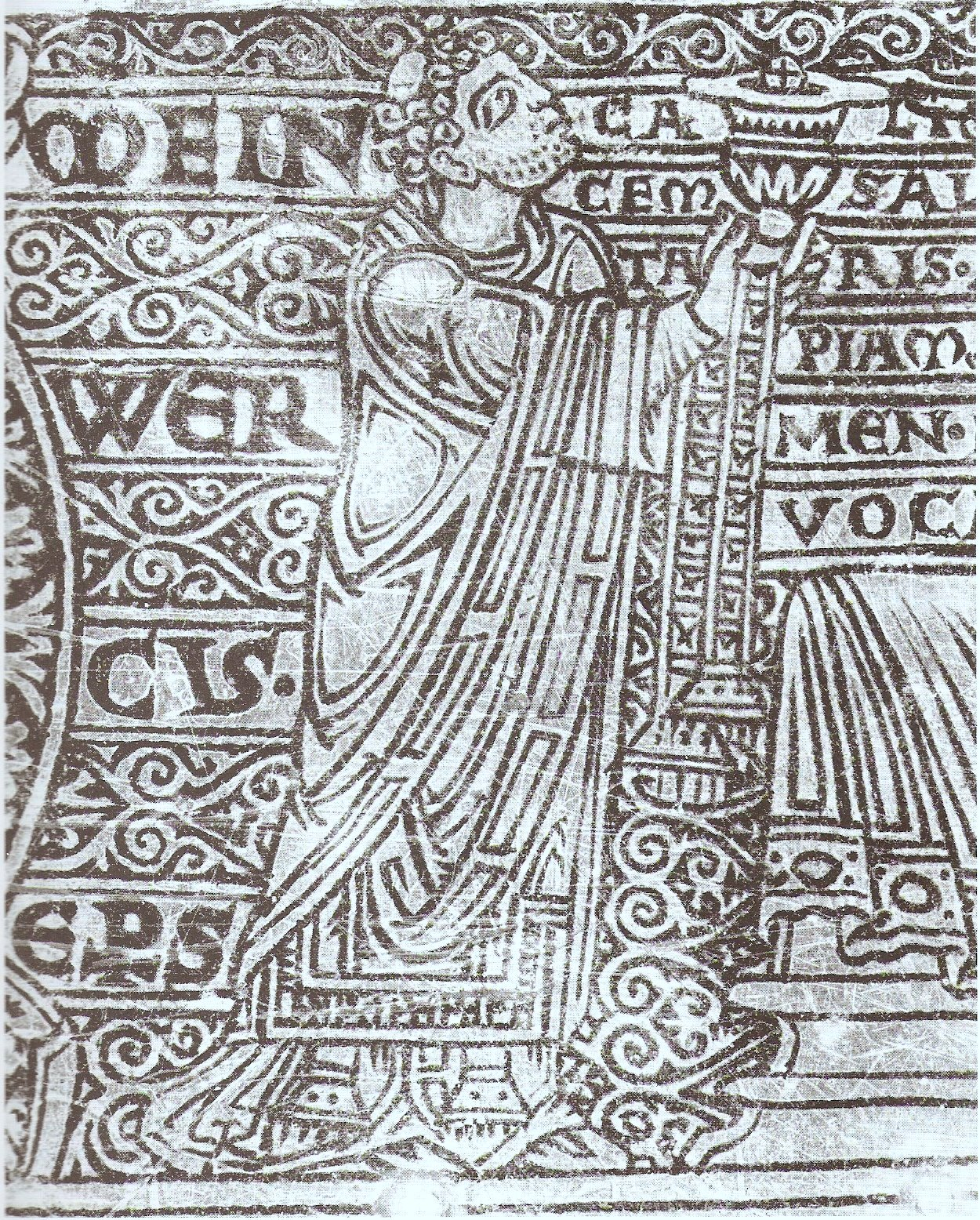
Майнверк

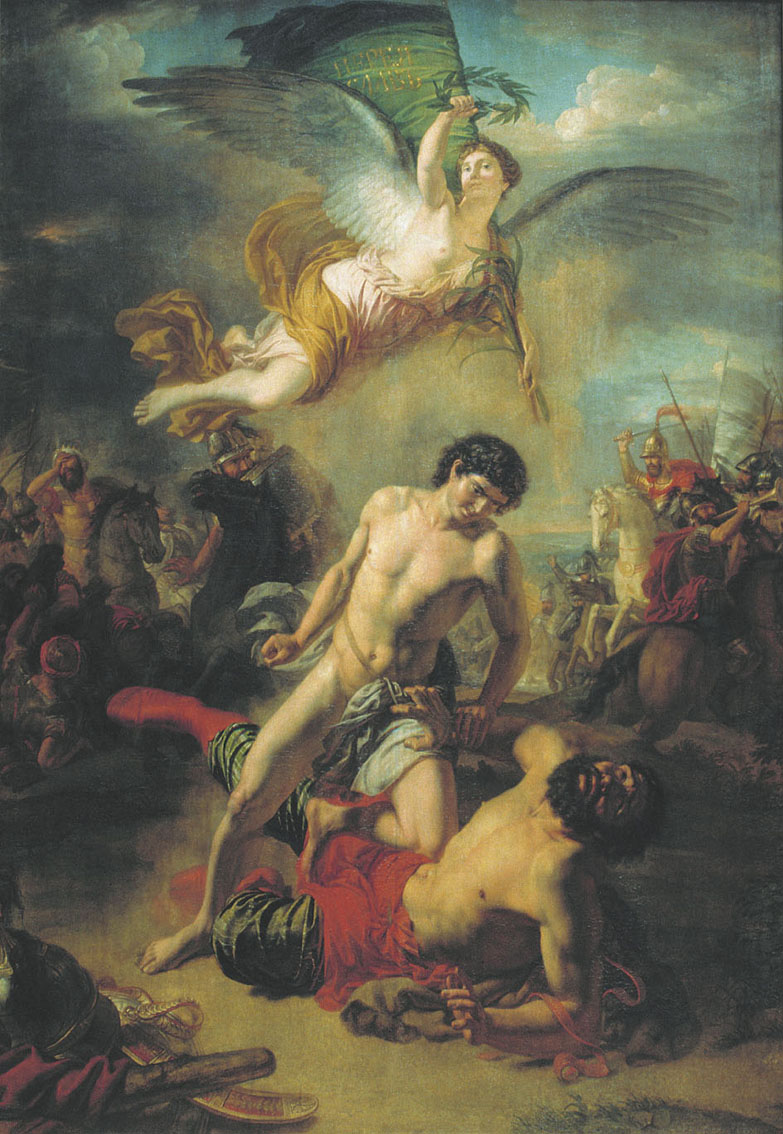
Мстислав Владимирович Храбрый

В этой статье представлен список известных людей, умерших в 1036 году.
См. также: Категория:Умершие в 1036 году

## Февраль
- 5 февраля — Альфред Этелинг — один из сыновей англосаксонского короля Этельреда II, убитый в ходе борьбы за власть после смерти Кнуда Великого.

## Март
- 17 марта — Гебхард II фон Гогенварт[нем.] — епископ Регенсбурга (1023—1036)
- 20 марта — Вильгельм[нем.] — граф Фризаха, убит

## Май
- 15 мая — Го-Итидзё (р. 1008) — император Японии с 1016 года.
- 30 мая — Рауль I де Гин — граф Гина.

## Июнь
- 5 июня
  - Майнверк — епископ Падерборна с 1009 года.
  - Оттон I — сеньор Цютфена (999—1025)
- 13 июня — Али аз-Захир — халиф Фатимидского халифата с 1021 года

## Август
- 12 августа — Адемар I — виконт Лиможа и Сегюра (1025—1036).
- 25 августа — Пилгрим[англ.] — архиепископ Кёльна с 1021 года
- Бруно фон Мерзебург[нем.] — епископ Мерзебурга (1019—1036)

## Октябрь
- 10 октября — Зигберт[нем.] — епископ Миндена (1022—1036))

## Дата неизвестна или требует уточнения
- Беллем, Авегод де — епископ Ле-Мана с 997 года.
- Беренгер — герцог Гаскони с 1032 года.
- Ибн Ирак — среднеазиатский астроном и математик
- Мстислав Владимирович Храбрый — первый князь Тмутараканский (990/1010 — 1036), первый князь Черниговский (1024—1036)
- Сергий IV Неаполитанский — герцог Неаполя (1002—1034)
- Флайтбертах Уа Нейлл — король Айлеха (1004—1031, 1033—1036).
- Фудзивара но Иши[англ.] (р. 999) — императрица-консорт Японии (1018—1036), жена императора Го-Итидзё
- Хишам III — последний халиф Кордовы (1027—1031)
- Эмилия[англ.] — герцогиня-консорт Гаэты (984—1008), жена Иоанна III Гаэтанского, регент Гаэты при своём внуке Иоанне V Гаэтанском (1012 — ок. 1029)